# Яструб каштановобокий
Яструб каштановобокий (Accipiter castanilius) — хижий птах роду яструбів родини яструбових ряду яструбоподібних, що мешкає в Африці.

## Опис
Довжина птаха становить від 28 до 37 см. Самці важать від 115 до 150 г, самки трохи більші і важать від 147 до 200 г. Розмах крил сягає 43–58 см. Спина чорна або темно-сіра, боки коричневі, груди і живіт білі, з тонкими сірими смугами на горлі і великими червоно-коричневими смугами на грудях та животі. Голова ширша, ніж в споріднених видів. Восковиця і ноги жовті, очі червоні. Самки і молоді птахи дещо темнішого забарвлення.

## Поширення
Каштановобокі яструби мешкають на заході Центральної Африки, від південної Нігерії через Камерун і Габон до Демократичної Республіки Конго. Повідомлялося про появу цього птаха в лісах на заході від Нігерії, однак повідомлення не були підтверджені.

## Екологія
Каштановобокий яструб населяє рівнинні тропічні ліси, де живе на середньому ярусі, приблизно в 3 метрах над землею. Однак він може пристосуватися і до життя у відновлених лісових масивах. Також цей вид можна зустріти поблизу людських поселень. Цей вид мешкає на висоті до 740 м над рівнем моря.

## Поведінка
Загалом поведінка каштановобокого яструба малодосліджена, однак відомо, що в Габоні він відкладає яйця з січня по квітень. Харчується малими птахами, були зафіксовані випадки полювання на кажанів. Може полювати на свійську птицю.

## Таксономія
Каштановобокий яструб споріднений з ангольським (Accipiter tachiro) і заїрським яструбом (Accipiter toussenelii). Виділяють два підвиди: A. c. beniensis', що мешкає на більшій території і трохи менший за розмірами A. c. beniensis. що мешкає на півночі та сході ДР Конго.

## Збереження
Це численний і поширений вид. МСОП вважає його таким, що не потребує особливого збереження.